# Achradina pulchra
Achradina pulchra is een soort in de taxonomische indeling van de Myzozoa, een stam van microscopische parasitaire dieren. Het organisme komt uit het geslacht Achradina en behoort tot de familie Actiniscaceae. Achradina pulchra werd in 1902 ontdekt door Lohmann.